# 2022 YG
2022 YG es un asteroide cercano a la Tierra y un posible cuasisatélite terrestre, descubierto por el astrónomo amateur Guennadi Borisov en Nauchnyi, Crimea, el 15 de diciembre de 2022. Tiene un diámetro estimado de 16 a 30 metros, una magnitud absoluta de 26.75 y un albedo de entre 4-15 %. Su aproximación más cercana a la Tierra fue el 22 de diciembre de 2022, a una distancia de 0.0163 UA.